# 유선 (종무효후)
유선(劉宣, ? ~ ?)은 전한 후기의 제후로, 장사경왕의 손자이다.

## 생애
아버지 유도의 뒤를 이어 종무후(鍾武侯)에 봉해졌다.
시호를 효라 하였고, 아들 유패가 작위를 이었다.

## 출전
- 반고, 《한서》 권15하 왕자후표 下

| 선대 아버지 종무절후 유도 | 전한의 종무후 ? ~ ? | 후대 아들 종무애후 유패 |